# Nottjärnen (Övre Ulleruds socken, Värmland)
Nottjärnen är en sjö i Forshaga kommun i Värmland och ingår i Göta älvs huvudavrinningsområde. Sjön har en area på 0,122 kvadratkilometer och ligger 124 meter över havet.

## Delavrinningsområde
Nottjärnen ingår i det delavrinningsområde (663132-136933) som SMHI kallar för Ovan VDRID = Ranån i Göta älvs vattendragsyta. Medelhöjden är 171 meter över havet och ytan är 58,52 kvadratkilometer. Räknas de 430 avrinningsområdena uppströms in blir den ackumulerade arean 10 869,21 kvadratkilometer. Avrinningsområdets utflöde Göta älv (Röa) mynnar i havet. Avrinningsområdet består mestadels av skog (73 procent). Avrinningsområdet har 1,7 kvadratkilometer vattenytor vilket ger det en sjöprocent på 2,9 procent.